# Aspitates orciferaria
Aspitates orciferaria là một loài bướm đêm thuộc họ Geometridae. Loài này có ở vùng vực của dãy núi Ural và miền bắc của Bắc Mỹ.

## Phụ loài
- Aspitates orciferaria orciferaria
- Aspitates orciferaria baffinensis (Munroe, 1963)
- Aspitates orciferaria churchillensis (Munroe, 1963)
- Aspitates orciferaria occidentalis (Munroe, 1963)